# Jacques Morel
Jacques Morel (Párizs, 1922. május 29. – Párizs, 2008. április 9.) francia filmszínész.
Talán leginkább az Asterix rajzfilm animációs adaptációjában szereplő Obelix rajzfilmfigura francia nyelvű hangjaként ismerték.
Jacques Morel 2008. április 9-én halt meg Párizsban, Franciaországban, 85 évesen.
Jacques Morel a HEC Paris-n tanult.

## Filmográfia
| Év   | Eredeti cím                       | Szerep                            | Magyar cím                                 |
| ---- | --------------------------------- | --------------------------------- | ------------------------------------------ |
| 1951 | Victor                            | Jacques Genoust                   |                                            |
| 1952 | Nous sommes tous des assassins    | Charles                           | Mindannyian gyilkosok vagyunk              |
| 1954 | Si Versailles m’était conté…      | Charles Auguste Boehmer ékszerész | A Versailles-i kastély                     |
| 1956 | Marie-Antoinette reine de France  | XVI. Lajos francia király         | Marie-Antoinette, Franciaország királynéja |
| 1965 | Elena et les hommes               | Duchêne                           | Elena és a férfiak                         |
| 1959 | Maigret et l'affaire Saint-Fiacre | Maître Mauléon                    | Maigret és a Saint-Fiacre ügy              |
| 1960 | Le panier à crabes                |                                   | Darázsfészek                               |
| 1965 | Le gentleman de Cocody            | Rouffignac                        | Hajsza a gyémántokért                      |
| 1965 | Un milliard dans un billard       | Amédée de St. Leu                 | Egy milliárd a biliárdasztalban            |
| 1985 | Châteauvallon                     |                                   | A chateauvalloni polgárok                  |